# Lee Aronsohn
Lee Aronsohn (ur. 15 grudnia 1952 roku) – amerykański scenarzysta i producent.
Pisał scenariusze do wielu sitcomów, m.in. Statek miłości, Who's the Boss, Murphy Brown, Grace Under Fire, The Big Bang Theory i Cybill.
W 2003 roku był współtwórcą serialu komediowego Dwóch i pół. Poza scenariuszem, Aronsohn był autorem jego muzyki tytułowej, a także producentem sześciu odcinków z 2006 roku. W tym samym roku zadebiutował on również w roli reżysera - nakręcił jeden odcinek sitcomu.